# Belgo-Américains
Les Belgo-Américains sont les Américains ayant en partie ou en totalité des origines belges.

## Population
Selon le recensement de 2000, il y a 360 642 Américains qui ont des ancêtres venus de Belgique. Les États avec les plus importantes ascendances belges sont :
- le Wisconsin (57 808)
- le Michigan (53 135)
- l’Illinois (34 208)
- la Californie (26 820)
- le Minnesota (15 627)

D’autres proportions significatives se trouvent en Floride (14 751), à New York (12 034), en Indiana (11 918) et au Texas (10 595).